# Santo Stefano di Rogliano
Santo Stefano di Rogliano és un municipi italià, dins de la província de Cosenza. L'any 2009 tenia 1.585 habitants. Limita amb els municipis d'Aprigliano, Cellara, Mangone, Marzi, Paterno Calabro i Rogliano.